# Bisdom Comayagua
Het bisdom Comayagua (Latijn: Dioecesis Comayaguensis) is een rooms-katholiek bisdom met als zetel Comayagua, in Honduras. Het bisdom is suffragaan aan het aartsbisdom Tegucigalpa. 

## Geschiedenis
In 1527 werd het bisdom Honduras opgericht dat geheel Honduras omvatte, echter nog zonder een duidelijke zetel. In 1531 bevestigde de paus het bisdom en in 1532 werd de eerste bisschop aangewezen. In 1539 vestigde de eerste bisschop zich in Trujillo. Wegens continue aanvallen werd in 1561 de zetel verplaatst naar Comayagua. In 1571 werd de verplaatsing van de bisschopszetel bevestigd. Op 30 oktober 1880 verplaatste de overheid van Honduras de hoofdstad van Comayagua naar Tegucigalpa. In 1916 werd de kerkelijke indeling van Honduras herzien. Honduras werd ingedeeld in drie bisdommen en de zetel van Comayagua werd verplaatst naar Tegucigalpa. Hiermee kwam een einde aan het bisdom Comayagua. Dit eerste bisdom Comayagua wordt daarom gezien als een voorloper van het huidige aartsbisdom Tegucigalpa.
Het bisdom werd opnieuw opgericht op 13 maart 1963, uit delen van het aartsbisdom Tegucigalpa.

## Parochies
Het bisdom had in 2021 een oppervlakte van 7.649 km2 en telde 789.537 inwoners waarvan 93,8% rooms-katholiek was.

## Bisschoppen
- Bernardino Nicola Mazzarella (13 maart 1963 - 30 mei 1979)
- Geraldo Daniel Joseph Scarpone Caporale (30 mei 1979 - 21 mei 2004; coadjutor sinds 15 januari 1979)
- Roberto (Patrick) Camilleri Azzopardi (21 mei 2004 - 17 oktober 2023)
- Ángel Julino Falzón (14 mei 2024 - heden)